# Qeqertarsuaq
Qeqertarsuaq (Kʼeĸertarssuaĸ avant 1973, anciennement Godhavn en danois) est une ville du Groenland, située dans la municipalité de Qeqertalik. Le nom Qeqertarsuaq signifie « grande île». 

## Géographie
Qeqertarsuaq est située dans le sud de l’île de Disko. À 35 km au nord se trouve le village inuit de Kangerluk, qui ne compte que 54 habitants, vivant exclusivement de la chasse et de la pêche.

## Histoire
Cette ville s'est construite autour d’un port fondé en 1773. 
Jusqu'au 31 décembre 2008, la ville était le siège de la municipalité de Qeqertarsuaq, qui s’étendait sur la totalité de l’île de Disko. Le 1er janvier 2009, elle est rattachée à la municipalité de Qaasuitsup et depuis le 1er janvier 2018 à celle de Qeqertalik.
En 2024, la ville a accueilli le championnat de football groenlandais dans son nouveau stade en synthétique au bord de la plage.

## Personnalité liée à la ville
- Rasmus Lerdorf, auteur de la première version du langage de programmation PHP, y est né.